# Marshfield (Indiana)

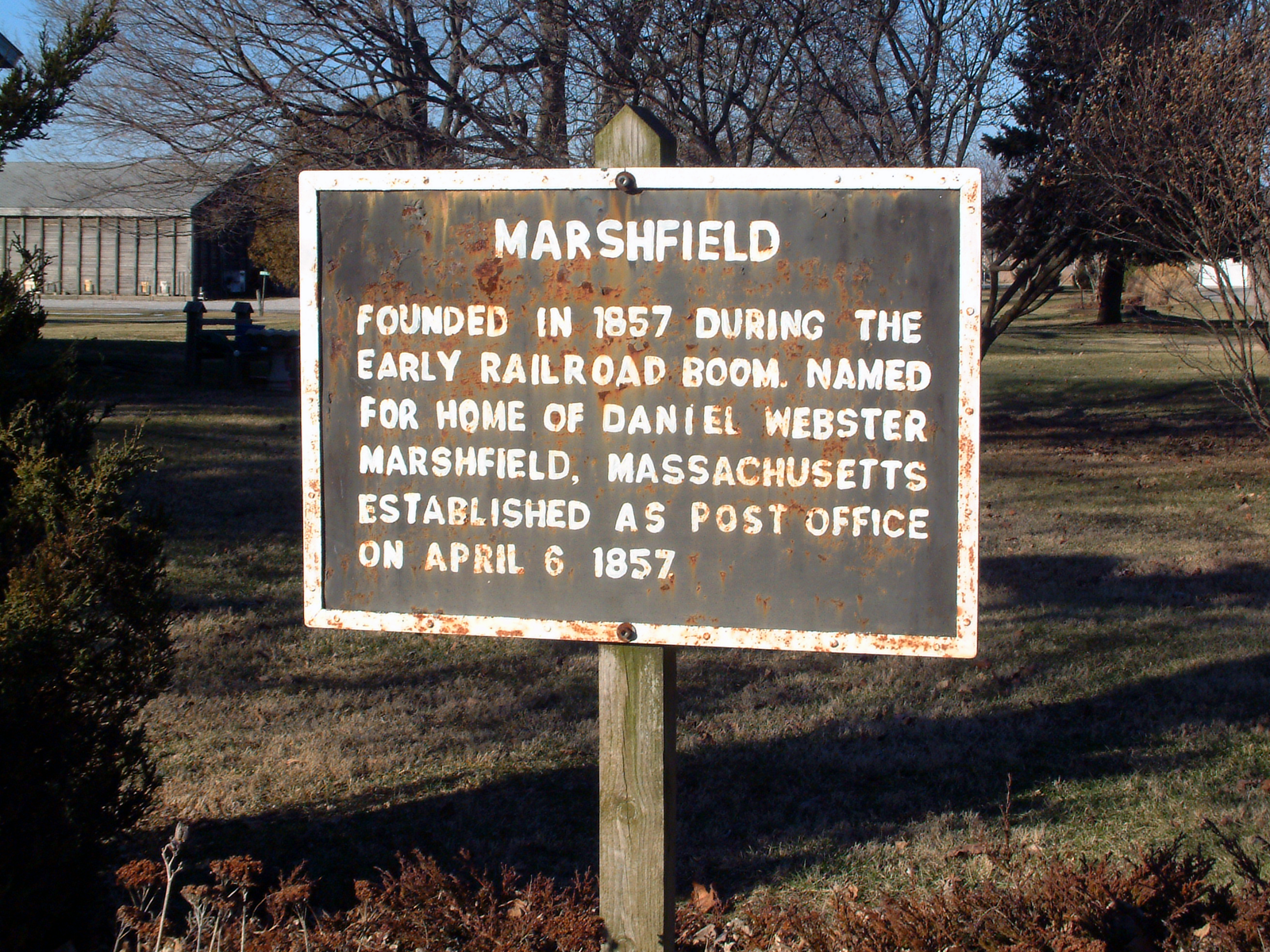
Panneau historique à Marshfield.

Marshfield est une localité non incorporée située dans le Steuben Township, comté de Warren, dans l'Indiana, aux États-Unis.